# 응답 편향

리커트 척도 방식의 응답 세트를 사용하는 설문은 응답 편향의 영향을 특히 많이 받을 수 있는 설문의 한 예에 해당한다.

응답 편향(response bias)은 피험자가 질문에 대해 부정확하거나 허위로 응답하려는 다양한 경향을 포괄하는 일반적인 용어이다. 이러한 편향은 구조화된 인터뷰나 설문조사처럼 피험자의 자기보고(self-report)를 포함하는 연구에서 흔히 나타난다. 응답 편향은 설문지나 조사 도구의 타당성에 큰 영향을 미칠 수 있다.
응답 편향은 다양한 요인들에 의해 유도되거나 발생할 수 있으며, 이 모든 요인은 인간 피험자가 자극에 수동적으로 반응하는 것이 아니라, 주어진 상황에서 여러 정보원을 적극적으로 통합하여 응답을 생성한다는 개념과 관련이 있다. 이로 인해 실험 조건의 거의 모든 측면이 응답자에게 편향을 유발할 가능성이 있다. 예를 들어, 설문조사의 질문 방식, 연구자의 태도, 실험 수행 방식, 또는 피험자가 ‘좋은 실험 참가자’가 되려는 욕구나 사회적으로 바람직한 응답을 하려는 욕구 등이 응답에 영향을 줄 수 있다. 이러한 모든 자기보고 및 설문조사 연구의 "인공물(artifacts)"은 측정 도구나 연구의 타당성을 손상시킬 잠재력을 지닌다. 이 문제를 더욱 복잡하게 만드는 것은, 응답 편향의 영향을 받은 설문조사가 종종 높은 신뢰도를 보이기도 하며, 이로 인해 연구자가 도출한 결론에 대해 잘못된 확신을 가질 수 있다는 점이다.
응답 편향으로 인해 어떤 연구 결과는 가설로 설정한 효과가 아니라 체계적인 응답 편향에 의해 발생한 것일 수 있으며, 이는 심리학 연구나 설문지를 사용하는 다른 유형의 연구에 심대한 영향을 줄 수 있다. 따라서 연구자는 응답 편향과 그것이 연구에 미칠 수 있는 영향을 인식하고, 연구 결과에 부정적인 영향을 주지 않도록 이를 방지하려는 노력이 필요하다.

## 연구의 역사
응답 편향에 대한 인식은 심리학 및 사회학 문헌에서 오래전부터 존재해 왔다. 이는 자기보고가 이들 분야의 연구에서 중요한 요소이기 때문이다. 그러나 연구자들은 처음에는 이러한 편향이 연구에 미치는 영향과 그것이 연구 결과를 무효화할 수 있는 정도를 인정하려 하지 않았다. 일부 연구자들은 응답 편향이 피험자 집단 내에서 상쇄되므로, 집단의 규모가 충분히 크다면 문제가 되지 않는다고 믿었다. 이는 응답 편향의 영향이 무작위적 잡음(random noise)에 불과하며, 충분한 참가자를 포함하면 그 효과가 소멸된다는 주장이다. 그러나 이 주장이 제기되었을 당시에는 이를 검증할 수 있는 효과적인 방법론적 도구가 없었다. 이후 새로운 방법론들이 개발되면서, 연구자들은 응답 편향의 영향을 본격적으로 조사하기 시작했고, 이에 따라 두 가지 상반된 입장이 형성되었다.
첫 번째 입장은 하이먼(Hyman)의 견해를 지지하는 입장으로, 응답 편향이 존재하긴 하지만 피험자의 응답에 미치는 영향은 미미하므로 이를 완화하기 위한 큰 조치는 필요 없다고 주장한다. 이 입장을 지지하는 연구자들은, 비록 문헌상 응답 편향이 피험자의 응답에 영향을 미친다는 연구가 존재하지만, 실제로 이를 입증하는 실증적 증거는 부족하다고 본다. 이들은 응답 편향의 효과는 표본이 충분히 클 경우 소멸되며, 정신 건강 연구에서 체계적인 문제가 아니라고 본다. 이러한 연구들은 또한 과거의 응답 편향 연구가 사용한 연구 방법론 자체에 의문을 제기한다. 예를 들어, 많은 연구가 매우 작은 표본 크기를 사용했으며, 사회적 바람직성(social desirability)이라는 응답 편향의 하위 유형을 조사한 연구에서는 응답 항목의 바람직성을 정량화할 수단이 없었다고 지적한다. 더불어, 연구자가 응답 편향의 인공물이라 판단한 요소들—예컨대 남성과 여성 간의 응답 차이—은 실제로는 두 집단 간의 진짜 차이일 수 있다고 주장하기도 한다. 이 외에도 응답 편향이 그리 심각한 문제가 아니라는 증거를 제시한 연구들도 다수 존재한다. 한 연구는 응답 편향을 통제한 집단과 통제하지 않은 집단 간 설문 응답에 차이가 없음을 발견했다. 또 다른 두 연구에서는 응답 편향이 존재하긴 하나 그 효과가 극히 미미하며, 참가자의 응답을 극적으로 변경하거나 왜곡할 정도는 아니라고 보고했다.
반면 두 번째 입장은 하이먼의 주장에 반대하며, 응답 편향이 상당한 영향을 미치며, 신뢰할 수 있는 연구를 수행하기 위해서는 이를 줄이기 위한 조치가 필요하다고 주장한다. 이 입장에 따르면, 응답 편향의 영향은 이러한 유형의 연구에 내재된 체계적 오류이며, 정확한 연구 결과를 도출하려면 반드시 이를 해결해야 한다. 심리학 분야에서는 다양한 상황과 변인에 대해 응답 편향의 영향을 탐구하는 다수의 연구가 존재한다. 예를 들어, 일부 연구는 노인 환자의 우울증 보고에서 응답 편향의 효과가 나타난다는 사실을 발견했다. 또 다른 연구에서는 어떤 설문이나 질문지의 항목이 응답자에게 바람직하거나 바람직하지 않게 보일 수 있는 경우, 문화적 배경에 따라 특정 질문에 대한 응답이 편향될 수 있다는 점을 발견했다. 또한 단순히 실험의 일원이 된다는 사실 자체가 참가자의 행동에 큰 영향을 줄 수 있으며, 이로 인해 자기보고 상황에서 수행하는 어떤 행위도 편향될 수 있다. 가장 영향력 있는 연구 중 하나는, 응답 편향의 한 유형인 사회적 바람직성 편향(social desirability bias)이 참가자 응답의 분산 중 최대 10~70%를 설명할 수 있다는 사실을 밝혀냈다. 이러한 연구 결과들은 자기보고 기반 연구의 결과에 응답 편향이 심각한 영향을 미친다는 점을 분명히 보여주며, 그 효과를 완화하여 연구의 정확성을 유지하기 위한 조치가 필요하다는 주장을 뒷받침한다.
두 입장 모두 문헌상 지지를 받고 있으나, 응답 편향의 중요성을 강조하는 쪽이 더 많은 실증적 지지를 받는 것으로 보인다. 응답 편향의 중요성을 부정하는 연구들조차 여러 방법론적 문제를 안고 있다는 점이 이러한 주장을 더욱 강화시킨다. 예를 들어, 이들 연구는 극히 작은 표본을 사용하여 전체 인구를 대표하지 못했으며, 응답 편향의 영향을 받을 수 있는 변수 중 일부만을 고려했고, 전화 인터뷰 방식으로 측정이 이루어졌으며 질문이 부적절하게 구성되었다는 등의 문제를 지니고 있다.

## 유형

### 동의 편향
동의 편향은 “예라고 말하기(yea-saying)”라고도 불리며, 설문 응답자가 설문 항목에 모두 동의하려는 경향을 보이는 응답 편향의 한 유형이다. 이러한 응답 경향은 피험자가 어떤 진술에도 자동적으로 찬성하기 때문에, 설령 그 결과가 서로 모순되더라도 그대로 동의하는 경우가 생겨 일종의 부정직한 보고 형태로 간주될 수 있다. 예를 들어, 한 응답자가 “나는 다른 사람들과 시간을 보내는 것을 선호한다”라는 진술에 동의하면서도, 이후 설문에서 “나는 혼자 시간을 보내는 것을 선호한다”라는 진술에도 동의하는 경우, 이 두 응답은 모순된다. 이 편향은 자기보고 기반 연구에서 특히 문제가 되는데, 이는 연구자가 피험자가 특정 진술에 찬성 또는 반대하는지를 통해 정확한 데이터를 수집할 수 없게 만들기 때문이다. 연구자들은 이 문제를 두 가지 방식으로 접근해왔다. 첫 번째는 참가자가 연구자의 불만이나 부정적 반응을 피하기 위해 동조하려는 성향, 즉 사람들과 원만하게 지내려는 성향에 기인한 것이라는 관점이다. 두 번째 설명은 리 크론바흐(Lee Cronbach)가 제시한 것으로, 이는 피험자가 연구자에게 잘 보이려는 동기보다는 인지 과정 자체에 문제가 있다는 설명이다. 그는 개인이 특정 진술에 동의할 수 있는 정보를 기억에서 불러오고, 반대되는 정보를 무시하는 기억의 편향에 기인할 수 있다고 주장했다.
연구자들은 이러한 편향을 줄이기 위해 여러 방법을 사용하고 있다. 주된 방법은 하나의 설문지나 측정 도구에서 긍정적인 문항과 부정적인 문항을 균형 있게 배치하는 것이다. 즉, 특정 성향이나 특성을 측정하고자 할 때, 절반의 문항은 “예”라고 대답할 때 그 특성이 나타나고, 나머지 절반의 문항은 “아니오”라고 대답할 때 그 특성이 나타나도록 설계하는 것이다.
동의 편향의 반대 형태는 부동의 편향(nay-saying)이다. 이는 참가자가 항상 부정하거나 진술을 인정하지 않는 경우이며, 실험 과정 전반에서 참가자가 내리는 어떤 형태의 긍정적 판단도 무효화시킬 수 있다는 점에서 유사한 문제를 초래한다.

### 예의 편향
예의 편향은 일부 응답자가 예의나 정중함을 지키기 위해 서비스나 제품에 대한 불만을 완전히 표현하지 않으려는 경우에 발생하는 응답 편향이다. 이 편향은 질적 연구 방법론에서 흔하게 나타난다
시설 기반 출산 중 무례함과 학대에 대한 연구에서, 예의 편향은 병원과 진료소에서 이러한 행위들이 과소보고되는 원인 중 하나로 확인되었다. 일부 문화권에서는 특히 예의 편향이 강하게 나타나는 경향이 있으며, 응답자는 질문자가 듣고 싶어 할 만한 내용을 말하려는 경향을 보인다. 이 편향은 아시아 및 히스패닉 문화권에서 관찰되었으며, 동의 편향을 자주 보이는 동아시아인의 특성과도 유사하다고 지적되었다. 또한, 대부분의 데이터 수집에서는 전화 설문조사에서의 예의 편향이 문제로 제기된 바 있다.
이러한 편향을 줄이기 위해서는 긍정적인 경험과 부정적인 경험 모두를 강조하고, 이를 보여주는 것이 학습을 증진시키고 편향을 최소화하는 데 중요하다는 점을 피험자에게 인식시키며, 좋은 면담 환경을 조성하려는 노력이 필요하다.

### 요구 특성
요구 특성은 피험자가 단지 실험의 일부가 되었다는 이유만으로 자신의 응답이나 행동을 바꾸는 유형의 응답 편향이다. 이는 피험자가 실험에 적극적으로 참여하며, 실험의 목적을 알아내려 하거나, 실험 환경에 적합하다고 생각하는 특정 행동을 채택하려 할 때 발생한다. 마틴 오른(Martin Orne)은 이 편향 유형을 최초로 식별한 연구자 중 한 명이며, 그 원인을 설명하는 여러 이론을 제시했다. 그의 연구에 따르면, 피험자는 실험에 참여할 때 일종의 특별한 사회적 상호작용에 들어가며, 이러한 상호작용이 피험자의 행동을 의식적 또는 무의식적으로 바꾸도록 만든다. 이 편향이 피험자와 그들의 응답에 영향을 미치는 방식은 다양하나, 그 중 가장 흔한 원인은 피험자의 동기이다. 많은 사람들은 실험이 중요하다고 생각하기 때문에 자발적으로 연구에 참여하며, 실험의 성공을 위해 자신이 역할을 잘 수행해야 한다고 느낀다. 이로 인해 피험자는 실험의 가설을 파악하고 이를 지지하는 방향으로 행동을 바꿀 수 있다. 오른은 이러한 변화를 “피험자에게 실험이 하나의 문제처럼 보이고, 피험자의 임무는 그 문제의 해결책을 찾는 것이다”라고 개념화하였다. 즉, 피험자는 실험자의 가설을 지지하는 방식으로 행동하는 것이 해결책이라 여긴다. 반대로, 피험자가 의도적으로 가설을 망치기 위해 거짓된 정보를 제공하려 할 수도 있다. 이 두 경우 모두 연구자의 정확한 데이터 수집과 타당한 결론 도출을 방해한다.
피험자의 동기 외에도, 요구 특성이 나타나는 데 영향을 미치는 다른 요인들이 존재한다. 그 중 많은 요인은 실험이라는 환경의 고유한 특성과 관련이 있다. 예를 들어, 참가자는 실험 중이기 때문에 평소에는 견디기 힘든 불편하거나 지루한 과업도 참아내려는 경향을 보일 수 있다. 또한, 실험자가 참가자를 맞이하는 방식이나 실험 진행 중의 상호작용 역시 피험자의 응답에 영향을 줄 수 있다.  이전에 실험에 참가했던 경험이나, 실험에 대한 소문 역시 응답에 영향을 미칠 수 있다. 실험 외적인 상황에서도 이러한 과거 경험과 상호작용은, 예컨대 내담자가 치료사의 효과에 대해 평가할 때, 응답에 큰 영향을 줄 수 있다.많은 치료사가 사용하는 자기보고식 피드백 도구는 응답 편향에 크게 영향을 받는다. 참가자가 치료사 앞에서 설문지를 작성하거나, 자신이 받는 치료가 효과가 있어야 한다고 느낄 경우, 편향된 응답을 할 수 있다. 이 경우 치료사는 정확한 피드백을 받을 수 없으며, 치료 방법을 개선하거나 참가자에게 적합한 추가 치료를 정확히 제공할 수 없게 된다. 이와 같은 다양한 사례는 피험자의 실제 신념이나 인식을 반영하지 않는 응답으로 이어질 수 있으며, 설문 결과에서 도출되는 결론에 부정적인 영향을 미친다.
요구 특성은 실험에서 완전히 제거할 수는 없지만, 연구자는 그 영향을 줄이기 위한 몇 가지 조치를 취할 수 있다. 하나의 방법은 실험의 진짜 가설을 참가자가 파악하지 못하도록 속임(deception)을 사용한 후, 실험이 끝난 뒤 이를 설명(debriefing)하는 것이다. 연구에 따르면 반복적인 속임과 설명은 참가자가 실험에 익숙해지는 것을 방지하며, 속임과 설명을 여러 번 받아도 피험자의 행동이 크게 바뀌지 않는다는 점이 확인되었다. 또 다른 방법은 실험자의 중립성을 유지하거나 실험 진행자를 중립적으로 행동하도록 훈련하는 것이다. 예를 들어, 실험자와 피험자 간의 개별적 상호작용이 많을수록 중립성을 유지하기 어렵기 때문에, 이러한 상호작용을 줄이는 것이 권장된다. 요구 특성을 줄이기 위한 또 다른 방법은 위약(placebo)이나 대조군을 포함한 이중 맹검(blinded) 실험을 사용하는 것이다. 이를 통해 실험자는 참가자가 어떤 응답을 해야 하는지 모르게 되어, 실험자가 피험자에게 영향을 미치지 않게 된다. 이러한 방법들이 완전하지는 않지만, 요구 특성의 효과를 크게 줄여 실험의 결과가 측정하고자 하는 바를 보다 정확히 반영하게 할 수 있다.

### 극단적 응답
극단적 응답은 피험자가 설문조사에서 가능한 응답 중 가장 극단적인 선택지들만을 선택하려는 응답 편향의 일종이다. 예를 들어, 응답 척도가 1에서 5까지인 리커트 척도(Likert scale)를 사용하는 설문에서 응답자가 오직 1 또는 5만을 선택하는 경우가 이에 해당한다. 또 다른 예는 “매우 동의함” 또는 “매우 동의하지 않음”만을 선택하는 경우이다. 이러한 편향이 특정 집단에서 나타나는 데는 여러 이유가 있다. 첫 번째 설명은 이 편향이 응답자의 문화적 정체성과 관련되어 있다고 본다. 즉, 특정 문화권의 사람들은 다른 문화권 사람들보다 더 극단적인 방식으로 응답하는 경향이 있다는 것이다. 예를 들어, 중동 및 라틴 아메리카 출신 응답자는 극단적 응답에 더 취약한 반면, 동아시아 및 서유럽 출신 응답자는 그럴 가능성이 낮은 것으로 나타났다. 두 번째 설명은 참가자의 교육 수준과 관련이 있다. 지능지수(IQ)나 학교 성취도를 기반으로 분석한 연구는 지능 수준이 낮은 참가자가 극단적 응답을 보일 가능성이 더 높다고 보고하였다. 이 편향이 나타나는 또 다른 방식은 설문지나 질문지에서 질문이 어떻게 제시되느냐에 따라 영향을 받는 것이다. 특정 주제나 질문의 표현 방식이 참가자의 신념이나 동기에 영향을 줄 경우, 극단적인 방식으로 응답하도록 유도할 수 있다.
이 편향의 반대 현상은 참가자가 항상 중간 또는 온건한 응답만을 선택하는 경우로, 이 또한 응답 결과를 왜곡시킬 수 있다.

### 질문 순서 편향
질문 순서 편향, 또는 "순서 효과 편향(order effects bias)"은 설문지나 인터뷰에서 질문이 제시되는 순서에 따라 피험자의 응답이 달라지는 응답 편향이다. 이는 설문 항목 내 응답 선택지의 순서에 관한 "응답 순서 편향(response order bias)"과는 구분된다. 설문 초반에 제시되는 문항이 이후 질문에 어떤 영향을 미칠 수 있는지는 여러 방식으로 설명된다. 그 중 하나는 허버트 히먼(Herbert Hyman)과 폴 시츠리(Paul Sheatsley)가 1950년에 제시한 “상호성 혹은 공정성의 규범(norm of reciprocity or fairness)” 개념이다. 이들은 한 연구에서 다음 두 가지 질문을 던졌다: “미국이 공산주의 국가 기자들이 미국에 와서 그들이 본 그대로의 뉴스를 자국에 전송하는 것을 허용해야 하는가?”, 그리고 “러시아 같은 공산주의 국가가 미국 신문기자들이 그들 나라에 와서 본 그대로의 뉴스를 미국으로 전송하는 것을 허용해야 하는가?” 질문 순서에 따라 공산주의 기자 허용 질문에 대한 긍정 응답 비율은 최대 37%포인트까지 증가했으며, 미국 기자 항목 역시 24%포인트 증가했다. 어느 문항이 두 번째로 제시되었느냐에 따라 그 문항의 맥락이 달라졌으며, 이전 응답에 비추어 공정하다고 여겨지는 방식으로 응답이 변화한 것이다. 또한, 질문의 순서가 응답의 틀(framing)을 바꿀 수도 있다. 예를 들어, 특정 주제에 대한 일반적 관심을 먼저 묻는 질문을 제시하면, 기술적이거나 지식 기반의 질문을 먼저 제시했을 때보다 응답자의 관심도 평가가 더 높게 나올 수 있다. “부분-전체 대비 효과(part-whole contrast effect)”도 순서 효과 중 하나로, 일반적 질문과 구체적 질문의 순서를 달리하면 구체적 항목에 대한 결과는 큰 변화가 없지만, 일반적 항목에 대한 결과는 크게 달라질 수 있다. 질문 순서 편향은 주로 설문지나 질문지 기반의 조사에서 나타나며, 이를 줄이기 위한 전략으로는 질문 순서를 무작위화하거나 주제별로 논리적인 흐름에 따라 질문을 묶는 방법이 있다.

### 사회적 바람직성 편향
사회적 바람직성 편향은 피험자가 바람직하지 않은 특성은 부인하고, 사회적으로 바람직한 특성을 자신에게 부여하려는 응답 편향이다. 본질적으로, 피험자가 실험자에게 더 긍정적으로 보이기 위해 응답하는 경향이다. 이 편향은 여러 형태를 취할 수 있다. 일부 참가자는 바람직한 행동을 과대보고하고, 다른 일부는 바람직하지 않은 행동을 과소보고한다. 이 편향이 피험자의 응답에 영향을 미치는 핵심적인 요소는 연구가 수행되는 사회의 규범과 관련되어 있다. 예를 들어, 개인의 약물 사용 성향을 조사하는 연구에서는 사회적 바람직성 편향이 큰 역할을 할 수 있다. 약물 사용이 용인되거나 유행인 지역에서는 자신의 약물 사용을 과장할 수 있으며, 반대로 약물 사용이 부정적으로 여겨지는 지역에서는 과소보고할 수 있다. 이러한 편향은 객관적인 정답이 없는 평가 질문이나 주관적 판단을 요구하는 질문에서 특히 두드러진다. 전반적으로, 사회적 바람직성 편향은 특히 논란의 여지가 있는 주제를 연구하는 자기보고 기반 연구에서 심각한 문제가 된다. 응답자가 사회적으로 바람직한 방식으로 응답함으로써 생기는 왜곡은 자기보고 연구의 타당성에 깊은 영향을 미칠 수 있다. 연구자가 이 편향을 통제하거나 관리하지 못하면, 측정된 효과가 개인차 때문인지, 아니면 조사 대상 집단의 사회적 규범에 동조하려는 응답 경향 때문인지 구별할 수 없게 된다. 따라서 연구자는 사회적 바람직성 편향의 영향을 줄이기 위한 전략을 적극적으로 사용해야만 타당한 결론을 도출할 수 있다.
안톤 네더호프(Anton Nederhof)는 1985년에 연구자들이 사회적 바람직성 편향의 영향을 줄이기 위해 사용할 수 있는 기법과 방법론 전략을 정리한 목록을 제시하였다. 이 전략들 중 대부분은 피험자를 속이거나, 설문 질문이 제시되는 방식에 관련된 것이다. 요약된 일곱 가지 전략은 다음과 같다:
- 투표함 방식(Ballot-box method): 피험자가 설문지를 익명으로 작성한 후 잠긴 투표함에 제출하게 하여, 인터뷰어에게 응답이 노출되지 않도록 하며, 사회적 제재에 대한 우려를 줄인다.[33]
- 강제 선택 항목(Forced-choice items): 응답의 어느 방향도 사회적으로 더 바람직하지 않도록, 동등하게 바람직한 문항을 구성하여 편향된 응답을 유도하지 않도록 한다.[2]
- 중립적 질문(Neutral questions): 다수의 참가자들에게 중립적으로 평가된 문항만을 사용하여 사회적 바람직성이 개입될 여지를 줄인다.[2]
- 무작위 응답(영어판)(Randomized response technique): 응답자가 사전에 정해진 질문 묶음 중 무작위로 선택된 질문에 답하게 하여, 연구자가 참가자가 어떤 질문에 응답했는지를 알 수 없도록 하여 응답의 진실성을 높인다.[2]
- 자가 보고 설문(Self-administered questionnaires): 피험자가 연구자의 사회적 단서를 받지 않도록, 응답 전에 참가자를 고립된 공간에 배치하여 응답하도록 한다.[2]
- 허위 탐지 기법(Bogus-pipeline): 참가자에게 설문 응답의 진위를 측정할 수 있는 기계를 이용한다고 믿게 한 뒤 응답하도록 유도하고, 설문 후 이 기계는 실제로 작동하지 않음을 설명한다. 이 방법은 시간과 비용이 많이 들며, 각 참가자에게 한 번밖에 사용할 수 없어 드물게 사용된다.[2]
- 면접자 선택(Selection interviewers): 피험자가 자신을 면담할 사람을 선택하도록 하여, 더 높은 친밀감을 바탕으로 진실한 응답을 유도한다.[2]
- 대리 피험자(Proxy subjects): 피험자 본인 대신 그를 잘 아는 사람이 피험자에 대해 응답하도록 하는 전략으로, 행동에 관한 질문에는 사용 가능하지만 태도나 신념에 대한 질문에는 적절하지 않다.[2]

이러한 기법이나 전략 각각의 효과성 정도는 상황과 제시되는 질문에 따라 달라진다. 사회적 바람직성 편향을 다양한 상황에서 가장 성공적으로 줄이기 위해서는 이러한 기법들을 조합하여 사용하는 것이 가장 효과적일 수 있다고 제안되어 왔다. 사회적 바람직성 편향(SDB)을 줄이기 위한 최적의 방법을 선택할 때, 해당 행동의 보고 빈도가 높다는 이유로 “더 많을수록 더 낫다(more is better)”는 가정을 기준으로 검증해서는 안 된다. 이는 “약한 검증(weak validation)” 방식으로, 항상 최선의 결과를 보장하지 않기 때문이다. 대신, 관찰된 실제 자료(observed data)와 보고된 자료(stated data)를 기반으로 한 실질적인 비교, 즉 ‘현실 기반 검증(ground-truthed comparisons)’이 가장 정확한 방법을 밝혀낼 수 있어야 한다.

## 관련 용어
- 무응답 편향(영어판)은 응답 편향의 반의어가 아니며, 인지 편향의 일종도 아니다. 이는 통계적 조사에서, 설문에 응답한 사람들과 응답하지 않은 사람들 사이에 결과 변수에 차이가 있을 경우 발생한다.
- 응답률(영어판) 역시 인지 편향이 아니며, 설문을 완료한 사람의 수와 완료하지 않은 사람의 수 간의 비율을 의미한다.

## 특히 취약한 분야
다양한 형태의 응답 편향에 특히 취약한 주제나 분야는 다음과 같다:
- 알코올 중독[34][35]
- 정신 질환, 특히 우울증의 자기 보고[10]

## 같이 보기
- 인지 편향 목록(영어판)
- 복합 질문(영어판)
- 유도 질문(영어판)
- 장난 응답자(영어판)
- 허위 정보 효과(영어판) — 의견이 아닌 기억에서 나타나는 유사 효과
- 여론 조사
- 무작위 응답(영어판)
- 총조사오차(영어판)

## 더 읽어보기
- Blair, G.; Coppock, A.; Moor, M. (2020). “When to Worry about Sensitivity Bias: A Social Reference Theory and Evidence from 30 Years of List Experiments”. 《American Political Science Review》 114 (4): 1297–1315. doi:10.1017/S0003055420000374.